# France Miniature
France Miniature er en fransk miniaturepark med modeller af mange franske seværdigheder og bygninger. Parken er beliggende i byen Élancourt (Yvelines) i regionen Île-de-France, 25 kilometer sydvest for Paris. Den åbnede i 1991 og har ca. 200.000 besøgende årligt.

## Beskrivelse
Parken er 5 hektar stor og er formet som Frankrig med omkring 160 modeller af vigtige seværdigheder og kendte bygninger i størrelsesforholdet 1:30. De er placeret rundt om i parken, sådan at de nogenlunde passer med forbilledernes placering i virkelighedens Frankrig. Mange af modellerne er animerede, og alle landets kendte steder er repræsenteret. I uddrag kan nævnes Eiffeltårnet, Lourdes, det romerske amfiteater fra Arles, kirkeborgen Mont-Saint-Michel, slottene Versailles, Chenonceau og Chambord, Garabit-viadukten, Le Corbusiers kirke fra Ronchamp, stadionet Stade de France, Saint-Tropez og Korsika. 
Parken gennemskæres på kryds og tværs af et fem kilometer langt skinnenet, hvor 17 modeltog kører rundt. Togenes forbilleder er hentet hos de franske statsbaner, SNCF, og tæller bl.a. højhastighedstoget TGV og Corail-hurtigtog. Derudover sejler der både rundt i bassiner, der repræsenterer hhv. Atlanterhavet og Middelhavet. De besøgende benytter anlagte stier for at komme rundt til de forskellige modeller.
Udover selve modellerne har parken også forskellige spisesteder og salg af souvenirs. En indendørs afdeling viser ekstremt detaljerede modeller af forskellige indendørsscener. Parken er lukket om vinteren.
France Miniature ejes af Grévin & Cie., der også driver forlystelsesparken Parc Astérix nord for Paris.